# Rudolf Schmundt
Rudolf Schmundt (Metz, 13 agosto 1896 – Rastenburg, 1º ottobre 1944) è stato un generale tedesco.

## Biografia
Durante la prima guerra mondiale, aveva prestato servizio come tenente. Durante la seconda guerra mondiale, fu promosso generale di fanteria e divenne anche capo del dipartimento personale dell'Heer, come fedele e migliore aiutante di Hitler, e figura paterna per l'esercito tedesco.
Amico di Rommel, era attraverso di lui che il feldmaresciallo poteva comunicare direttamente con il Führer. Era anche un vecchio amico e compagno di corso del generale Tresckow, ma soprattutto quello che aveva proposto il colonnello Stauffenberg come nuovo capo dello stato maggiore della riserva.
Si trovava in piedi di fronte alla bomba, durante l'attentato a Hitler del 20 luglio 1944. Nello scoppio perse un occhio e una gamba con una grande perdita di sangue, riportando profonde ustioni al volto. Morì improvvisamente circa due mesi dopo, la sera del 1º ottobre, nell'ospedale militare di Karlshof, presso Rastenburg, dove anche il Führer andò a trovarlo, a seguito di infezioni alle ferite alla coscia.

## Filmografia
- Operazione Valchiria, regia di Bryan Singer (2008).
- Rommel, regia di Niki Stein (2012), interpretato da Harry Blank.